# Armoiries de l'Ontario
Les armoiries de l'Ontario furent octroyées par Ordre Royal de la Reine Victoria en 1868. Le cimier et les tenants proviennent, eux, d'un ordre royal du roi Édouard VII en 1909.

## Symboles
Le blason — qui apparaît dans le drapeau de l'Ontario — est composé de trois feuilles d'érable d'or (qui représente le Canada) sur un fond vert. Au sommet on voit une croix de saint Georges, qui représente l'Angleterre.
Le blason est surmonté d'un Ours noir. Le blason est flanqué de deux tenants : un orignal et un  chevreuil.
La devise est Ut incepit Fidelis sic permanet, expression latine qui signifie « Loyal au début, loyal pour toujours ».Elle fait référence aux colons restés fidèles à la couronne britannique qui, avec la Guerre d'indépendance des États-Unis, se sont réfugiés au sud de l'Ontario (qui faisait alors partie du Québec et s'en est par la suite séparé pour former le Haut-Canada).